# Joop Korevaar
Johannes Marinus Cornelis (Joop) Korevaar (Gouda, 13 december 1950) is een Nederlands voormalig profvoetballer die uitkwam voor ADO en FC Den Haag. 

## Loopbaan

### Beginjaren
Hij groeide op in arbeidersbuurt Korte Akkeren in Gouda. In deze wijk rond het Uiverplein was straatvoetbal populair. Ook Dick van Dijk, Arie Hersche en Tonny van Leeuwen kwamen uit de wijk. Korevaar ging voetballen in de jeugd van SV Gouda waar hij een veelscorende aanvaller was. Hij behaalde zijn mulo-diploma en stond al jong met zijn vader op de markt in Gouda in een kraam met chocolade en drop. 
In 1967 werd hij als zestienjarige aangetrokken door ADO. Hij werkte ’s ochtends op kantoor bij een plateelfabriek. Hij had nog geen rijbewijs en reed ‘s middags met doelman Ton Thie, die ook in Gouda woonde, naar de club voor de training. 

### Doorbraak
1969 was het jaar van zijn doorbraak. Hij debuteerde in het eerste elftal van ADO op 19 januari. Hij kwam als invaller voor Lex Schoenmaker binnen de lijnen in de uitwedstrijd tegen Telstar (1-1). Korevaar behoorde vanaf november 1967 tot de selectie van het Nederlands elftal 16-18 jaar Hij speelde op 26 februari 1969 zijn eerste officiële jeugdinterland, thuis tegen Frankrijk (0-2). Later in dat jaar ging hij over naar Jong Oranje, waarvoor hij speelde in het met 2-0 gewonnen oefenduel tegen Italië op 19 november.
Dit was zijn laatste interland. Korevaar kwam uit een hervormd gezin en volgde op zijn twintigste met zijn moeder een Bijbelstudie. Hij werd Jehova's getuige en vanwege zijn geloof stelde hij zich niet meer beschikbaar.

### ADO
Korevaar kwam bij ADO binnen als aanvaller. Hij verhuisde eerst naar het middenveld en vond uiteindelijk een vaste stek in de verdediging. In het seizoen 1969/70 kreeg hij een basisplaats. Een jaar later, het laatste onder de naam ADO, eindigde de club als derde in de Eredivisie. Na de fusie met Holland Sport veranderde de clubnaam in FC Den Haag. In 1972 speelde hij voor het eerst in de Europa Cup. FC Den Haag verloor op 11 mei 1972 de bekerfinale van Ajax met 3-2. Omdat Ajax ook landskampioen werd, mocht FC Den Haag deelnemen aan de Europa Cup II. De tegenstander in de eerste ronde was Spartak Moskou. Korevaar debuteerde in de uitwedstrijd in Moskou op 13 september 1972 (1-0 verlies). De Haagse club bleef twee weken later voor eigen publiek op 0-0 steken en was uitgeschakeld.

### Bekersucces
In het seizoen 1974/75 won Korevaar met FC Den Haag de bekerfinale door de 1-0 winst op FC Twente op 15 mei 1975. Spits Henk van Leeuwen  scoorde in stadion De Kuip de enige treffer. FC Den Haag nam opnieuw deel aan het Europese toernooi voor bekerwinnaars en schakelde in de eerste ronde Vejle BK uit. In de tweede ronde versloeg de Haagse club tweemaal RC Lens (3-1 en 3-2). In de kwartfinale was West Ham United de tegenstander. Na de 4-2 thuiszege op 3 maart 1976 ging het uitduel op 17 maart met 3-1 verloren. Korevaar, die alle zes Europese duels meespeelde, veroorzaakte de strafschop waaruit de 3-0 viel. De tegentreffer van Lex Schoenmaker (3-1) was niet genoeg. Want door de meer gescoorde uitgoals ging de Engelse club naar de halve finale.

### Einde loopbaan
FC Den Haag behoorde in de loop van de jaren zeventig niet meer tot de topclubs in de Eredivisie. In 1980 vond Korevaar nog twee medespelers terug uit zijn begintijd: Aad Mansveld en Lex Schoenmaker. Beiden waren na een tussentijds uitstapje naar Feyenoord teruggekeerd. In het seizoen 1981/82 streed FC Den Haag tegen degradatie. Aanvoerder Korevaar raakte zwaar geblesseerd vlak voordat hij op 6 december zijn 500e wedstrijd zou spelen. Hij liep op de training een gescheurde knieband op en onderging eind januari 1982 een operatie. Hij miste daardoor de tweede competitiehelft. Korevaar werd afgekeurd als profvoetballer en ging na een jaar onderbreking weer spelen voor zijn oude club SV Gouda.

### Spelersbegeleider
Korevaar was werkzaam bij het Korps Landelijke Politie Diensten (KLPD). Na zijn voetballoopbaan trad hij ook in dienst bij spelersvakbond VVCS. Hij begeleidde profvoetballers bij het opstellen van een contract. Hij was ook bestuurslid van de VVCS waar hij in 2001 na twintig jaar afscheid nam. Hij bleef daarna actief in de spelersbegeleiding bij Global Sports Management en Fair Deal Sportsmanagement.
Nadat hij op 34-jarige leeftijd in 1985 was gestopt als voetballer bij SV Gouda, ging hij aan de slag als trainer in het amateurvoetbal.  

## Clubstatistieken
| Seizoen | Club        | Land      | Competitie | Competitie | Competitie | Beker | Beker | Internationaal | Internationaal | Overig | Overig | Totaal | Totaal |
| Seizoen | Club        | Land      | Competitie | Wed.       | Dlp.       | Wed.  | Dlp.  | Wed.           | Dlp.           | Wed.   | Dlp.   | Wed.   | Dlp.   |
| ------- | ----------- | --------- | ---------- | ---------- | ---------- | ----- | ----- | -------------- | -------------- | ------ | ------ | ------ | ------ |
| 1968/69 | ADO         | Nederland | Eredivisie | 6          | 1          | 1     | 0     | –              | –              | –      | –      | 7      | 1      |
| 1969/70 | ADO         | Nederland | Eredivisie | 23         | 2          | 4     | 1     | –              | –              | –      | –      | 27     | 3      |
| 1970/71 | ADO         | Nederland | Eredivisie | 32         | 1          | 4     | 1     | –              | –              | –      | –      | 36     | '2     |
| 1971/72 | FC Den Haag | Nederland | Eredivisie | 33         | 3          | 5     | 0     | 4              | 0              | –      | –      | 42     | 3      |
| 1972/73 | FC Den Haag | Nederland | Eredivisie | 22         | 0          | 2     | 0     | 2              | 0              | –      | –      | 26     | 0      |
| 1973/74 | FC Den Haag | Nederland | Eredivisie | 32         | 0          | 1     | 0     | –              | –              | –      | –      | 33     | 0      |
| 1974/75 | FC Den Haag | Nederland | Eredivisie | 33         | 1          | 5     | 0     | –              | –              | –      | –      | 38     | 1      |
| 1975/76 | FC Den Haag | Nederland | Eredivisie | 34         | 1          | 2     | 0     | 6              | 0              | –      | –      | 42     | 1      |
| 1976/77 | FC Den Haag | Nederland | Eredivisie | 32         | 0          | 4     | 0     | –              | –              | –      | –      | 36     | 0      |
| 1977/78 | FC Den Haag | Nederland | Eredivisie | 23         | 1          | 0     | 0     | –              | –              | –      | –      | 23     | 1      |
| 1978/79 | FC Den Haag | Nederland | Eredivisie | 33         | 2          | 1     | 0     | –              | –              | –      | –      | 34     | 2      |
| 1979/80 | FC Den Haag | Nederland | Eredivisie | 32         | 0          | 4     | 1     | –              | –              | –      | –      | 36     | 1      |
| 1980/81 | FC Den Haag | Nederland | Eredivisie | 28         | 0          | 0     | 0     | –              | –              | –      | –      | 29     | 0      |
| 1981/82 | FC Den Haag | Nederland | Eredivisie | 13         | 1          | 1     | 0     | –              | –              | –      | –      | 14     | 1      |
| Totaal  | Totaal      | Totaal    | Totaal     | 376        | 13         | 34    | 3     | 12             | 0              | 0      | 0      | 422    | 16     |